# Kepler-78
Kepler-78 (trước đây được gọi là KIC 8435766) là một ngôi sao cường độ thứ 12 trong chòm sao Thiên Nga. Ngôi sao này có bán kính bằng khoảng 74% Mặt Trời, và nhiệt độ khoảng 5100 K.

## Hệ hành tinh
| Thiên thể đồng hành (thứ tự từ ngôi sao ra) | Khối lượng      | Bán trục lớn (AU) | Chu kỳ quỹ đạo (ngày) | Độ lệch tâm | Độ nghiêng | Bán kính            |
| ------------------------------------------- | --------------- | ----------------- | --------------------- | ----------- | ---------- | ------------------- |
| b                                           | 186+038 −025 M🜨 | 0.0089            | 0.3550 ± 0.0004       | 0           | 79+9 −14°  | 1173+00159 −0089 R🜨 |

Hệ hành tinh được đặt tên là Kepler-78b bay quanh sao mẹ với một quỹ đạo 8.5 giờ. Nó phản xạ khoảng 20% đến 60% ánh sáng sao mà nó nhận được. Do quỹ đạo quay quanh ngôi sao cực kì ngắn, nhỏ hơn 40 so với hấp dẫn bề mặt quay xung quanh Mặt Trời, do vậy bề mặt của hành tinh này ước tính có nhiệt độ từ 2.300 K (2.030 °C; 3.680 °F) đến 3.100 K (2.830 °C; 5.120 °F). Nhiệt độ này đủ cao để có thể xóa bỏ bầu khí quyển của bất kì hành tinh ổn định nào, nhưng phần lỏng và rắn của hành tinh khá ổn định. Theo Francesco Pepe, một trong những nhà thiên văn học tham gia vào việc phát hiện Kepler-78b, hành tinh này có thể có kích cỡ ngang với Trái Đất nhưng "nó có thể được hình dung như một hành tinh nham thạch chứ không phải là một hành tinh giống như Trái Đất." Gia tốc trọng trường trên bề mặt hành tinh này được ước tính vào khoảng ~11 m/s2, lớn hơn một chút so với Trái Đất.